# 太陽のテイクオフ/君はボクの青空
「太陽のテイクオフ／君はボクの青空」（たいようのテイクオフ/きみはボクのあおぞら）は、渚のオールスターズの3枚目のシングルで、両A面扱いとなっている。

## 解説
愛内里菜、Miyu（元ZONE）加入後のシングル。作詞・ボーカルを前田亘輝が、作曲・ボーカルを織田哲郎が手がけた作品。実際は、織田はユニバーサルミュージックに、愛内はGIZA studioに所属している。
テレビ番組『ミュージックフェア21』（フジテレビ系）、『うたばん』（TBS系）でも披露した。

## 収録曲
| 全編曲: 渚のオールスターズ。 |                                   |                 |                 |                                    |       |
| #                            | タイトル                          | 作詞            | 作曲            | ボーカル                           | 時間  |
| 1.                           | 「太陽のテイクオフ」              | 前田亘輝 (TUBE) | 織田哲郎        | 前田亘輝 織田哲郎 ムッシュかまやつ | 4:29  |
| 2.                           | 「君はボクの青空」                | 亜蘭知子        | 春畑道哉 (TUBE) | 愛内里菜 Miyu 亜蘭知子             | 4:06  |
| 3.                           | 「太陽のテイクオフ Instrumental」 |                 | 織田哲郎        |                                    | 4:29  |
| 4.                           | 「君はボクの青空 Instrumental」   |                 | 春畑道哉 (TUBE) |                                    | 4:06  |
| 合計時間:                    | 合計時間:                         | 合計時間:       | 合計時間:       | 合計時間:                          | 17:10 |

## タイアップ
太陽のテイクオフ
- 日本テレビ系『PRIDE&SPIRIT 日本プロ野球2006』イメージソング